# USA:s historia 1865–1914
Denna artikel behandlar USA:s historia under perioden från 1865, då amerikanska inbördeskriget tog slut, till 1914, då första världskriget bröt ut.
Perioden karaktäriserades av en omfattande ekonomisk tillväxt, avbruten i perioder av kriser, som gjorde USA till världens största ekonomi, samt av USA:s framträdande som en stormakt på Västra halvklotet.

## Rekonstruktionstiden 1865-1877
14 april 1865, några dagar efter Sydstaternas huvudstad Richmond intagits och general Robert E. Lee kapitulerat blev president Abraham Lincoln mördad på en teater i Washington, av sydstatsanhängaren John Wilkes Booth. Mordet på Lincoln innebar att den främste företrädaren för en moderat och försonlig "rekonstruktionspolitik" mot sydstaterna var död, vilket innebar att återupprättandet av unionen i sydstaterna kom att präglas av ett hårdhänt tillvägagångssätt och i vissa fall av hämndlystnad. Lincoln ville så sent som i februari 1865 försöka förmå kongressen att erbjuda slavstaterna skadestånd för avskaffandet av slaveriet i utbyte mot att deras uppror omedelbart skulle upphöra, men gav efter för motståndet i kabinettet. Strax innan, i januari 1865, hade kongressen antagit det 13:e författningstillägget, som innebar ett förbud mot slaveriet.

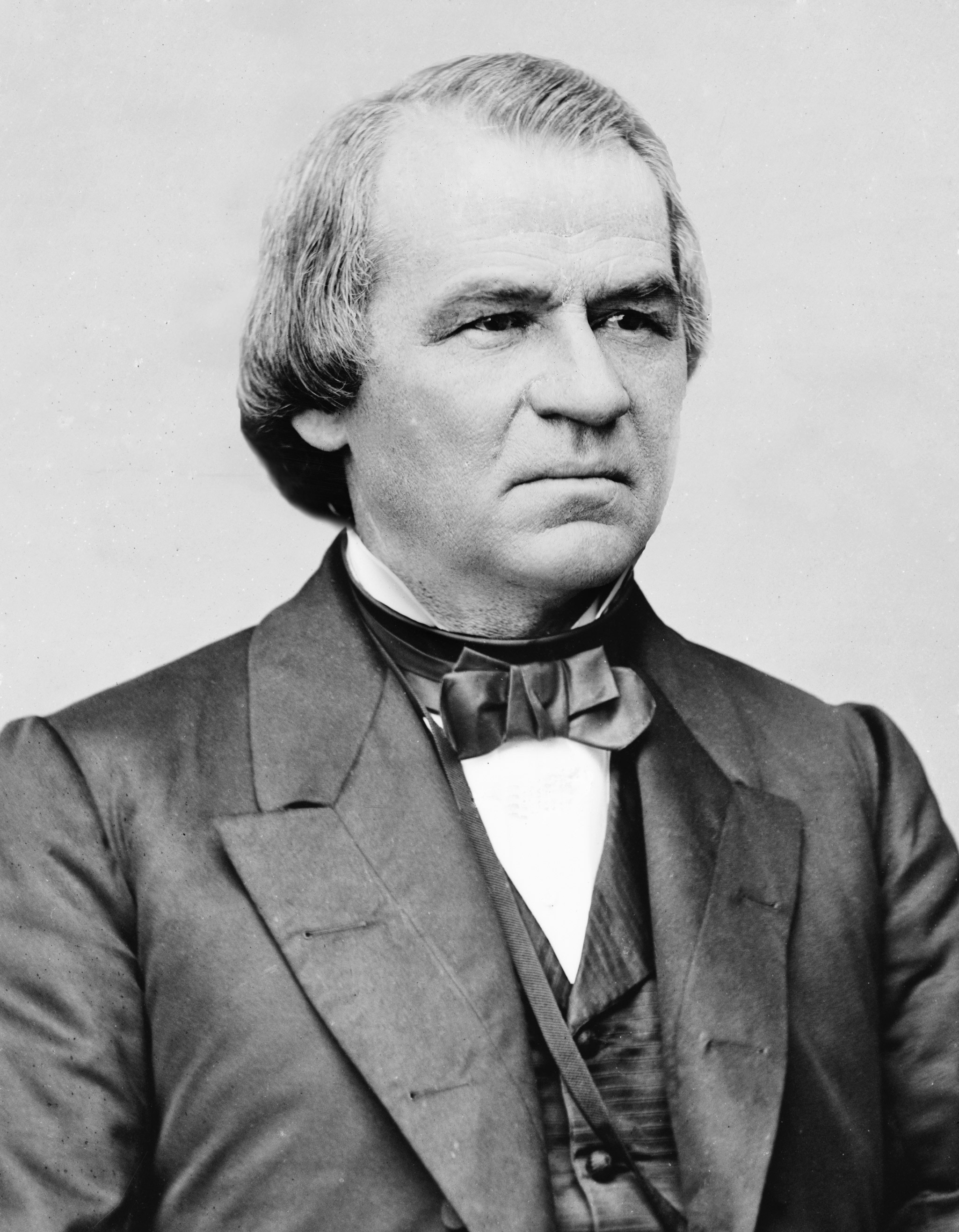
Andrew Johnson, USA:s vicepresident mars-april 1865 och president 1865-1869.

Lincoln, som vid tillfället just omvalts för en ny mandatperiod på fyra år, efterträddes vid mordet av hans vicepresident Andrew Johnson (president 15 april 1865-4 mars 1869). På det hela taget höll Johnson med Lincolns idéer om hur rekonstruktionen av sydstaterna skulle. Hans person ledde dock honom i svår konflikt med kongressens republikanska majoritet, eftersom Johnson var taktlös och hade ett hetsigt humör. Det blev istället republikanernas radikala ledare i kongressen som bestämde grunddragen för rekonstruktionen, i flera fall mot presidentens försök till veto. De fattade sina beslut efter sina egna partihänsyn utan hänsyn till de besegrade sydstaterna.
Ett villkor som ställdes på "rebellstaterna" för att de skulle återupptas i unionen var att de skulle anta det 14:e författningstillägget, där det bland annat angavs att de stater som förvägrade rösträtt till svarta, skulle få sin representation i kongressen reducerad samtidigt som alla forna ämbetsmän i konfederationen med flera berövades sin rösträtt. När antalet kongressmandat hade fördelats utifrån befolkningssiffror hade tidigare en svart räknats som en tre femtedels person, i jämförelse med en vit. När sydstaterna (utom Tennessee) förkastade det 14:e författningstillägget genomdrev de radikala kongressledarna 1867 års rekonstruktionslagar, som ställde rebellstaterna under militärt styre, uteslöt misshagliga kategorier av hvita från röstlängderna och gav de frigjorda svarta rösträtt. Den nya valmanskåren, där politiska äventyrare från nordstatarna 
(så kallade carpet-baggers) oftast dominerade med hjälp av lättledda svarta, fick utse författningskonvent, som antog nya delstatsförfattningar med liknande rösträttsbestämmelser. På detta sätt bröts motståndet mot 14:e författningstillägget, som trädde i kraft i juli 1868. Det följdes 1870 av ett 15:e författningstillägg där det bestämdes att rösträtt ej fick inskränkas för, eller undanhållas någon amerikansk medborgare av Förenta staterna eller någon stat på grund av ras, hudfärg eller tidigare slaveri. På dessa villkor, samt några andra i samma anda, återupptogos så småningom rebellstaterna i unionen under åren 1868-1870.
President Johnson ådrog sig under striderna med kongressmajoriteten till sist riksrättsåtal inför senaten för högförräderi och frikändes 16 maj 1868 med nöd och näppe. En enda röst saknades för att uppnå de två tredjedels majoritet som krävdes för ett fällande. 
Redan under inbördeskriget hade Kansas 1861 upptagits som delstat, följt 1864 av Nevada, 1867 av Nebraska och 1876 av Colorado. Genom köp förvärvades 1867 territoriet Alaska från Ryssland, Alaskaköpet. Redan strax efter inbördeskrigets slut hade unionen tvingat kejsare Napoleon III att dra tillbaka sina trupper från Mexiko och ge upp tanken att hålla vid liv ett kejsardöme vid den amerikanska republikens gränser.

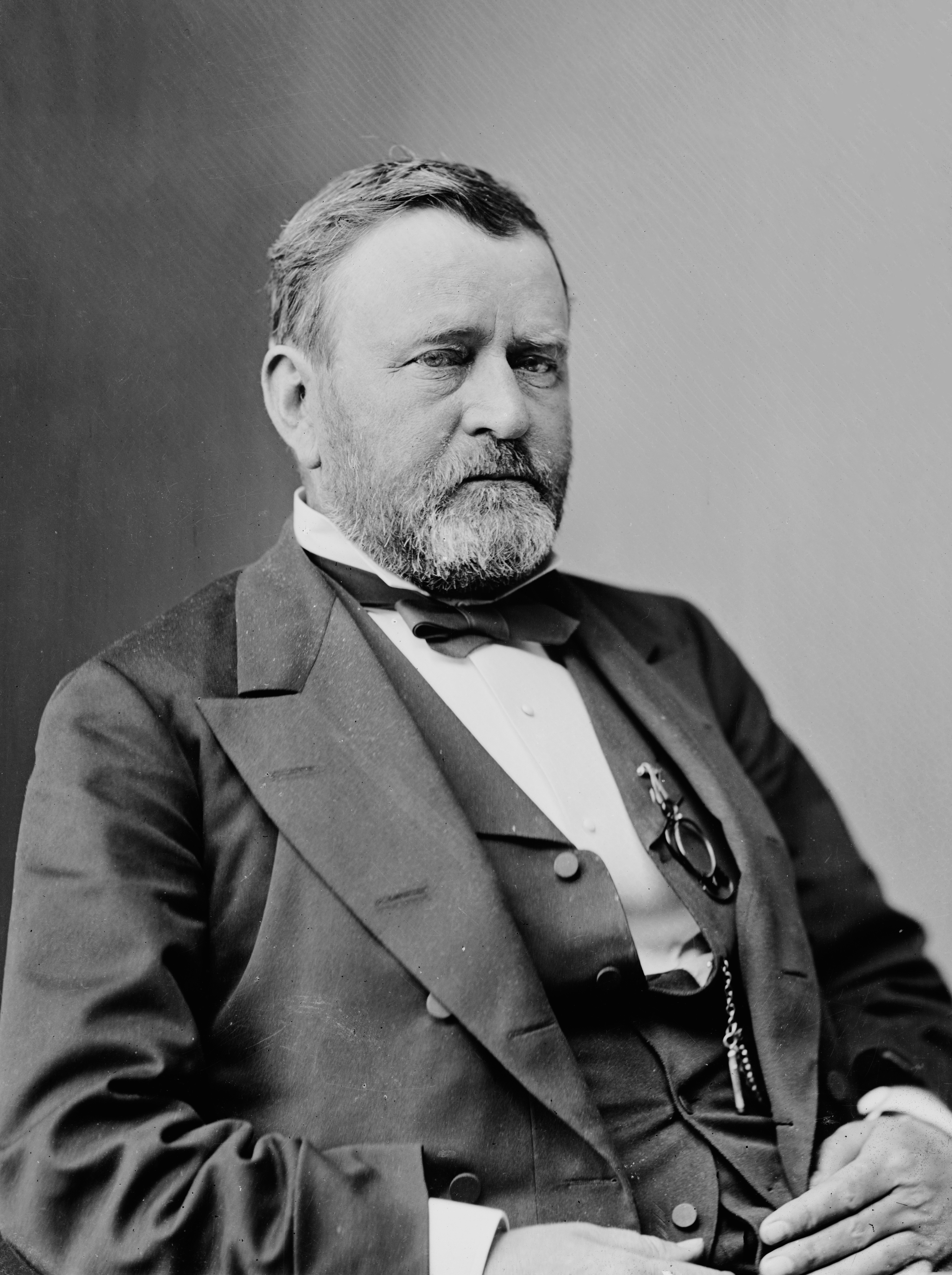
Ulysses S. Grant, USA:s president 1869-1877.

Johnson efterträddes av Ulysses S. Grant (president 1869-1877), som varit nordsidans mest framgångsrike general under inbördeskriget. Som president förlorade han dock mycket av det anseende som han hade byggt upp som general. I och för sig uppnådde han en del framgångar inom utrikespolitiken. 1872 dömde en internationell skiljedomstol i Genève England att till USA utbetala en summa av 15,5 miljoner dollar som ersättning för den skada USA lidit under kriget genom sydstaternas i England utrustade kapare, den så kallade Alabamafrågan. Även en annan strid med England (om tolkningen av en artikel i Oregongränsfördraget 1846) avgjordes till unionens förmån genom kejsarens av Tyskland skiljedom 1872. Under Grants presidenttid var dock USA:s inre förhållanden i många avseenden dåliga. I södern stördes ofta lugnet genom oroligheter, som hade orsakats av kriget och slavemancipationen samt förvärrades genom de nya maktinnehavarnas brutalt godtyckliga tillvägagångssätt. Ekonomiska kriser utbröt som följder av svindleri och överspekulation, och finanslagstiftningen utmärktes av tveksamhet och principlöshet. Framför allt förstördes och vanärades landet genom den korruption, som alltmer tydligt visade sig inom det offentliga livet bland skarorna av yrkespolitiker och ämbetsmän. De främsta inom denna korruption var många av ledarna för det härskande republikanska partiet, som använde sin makt till sin egen och sina vänners fördel. I deras händer var president Grant, som personligen var en ärlig man, endast ett viljelöst verktyg som inte hade viljan eller kraften att råda bot på den korruption som alltmer upprörde landet.

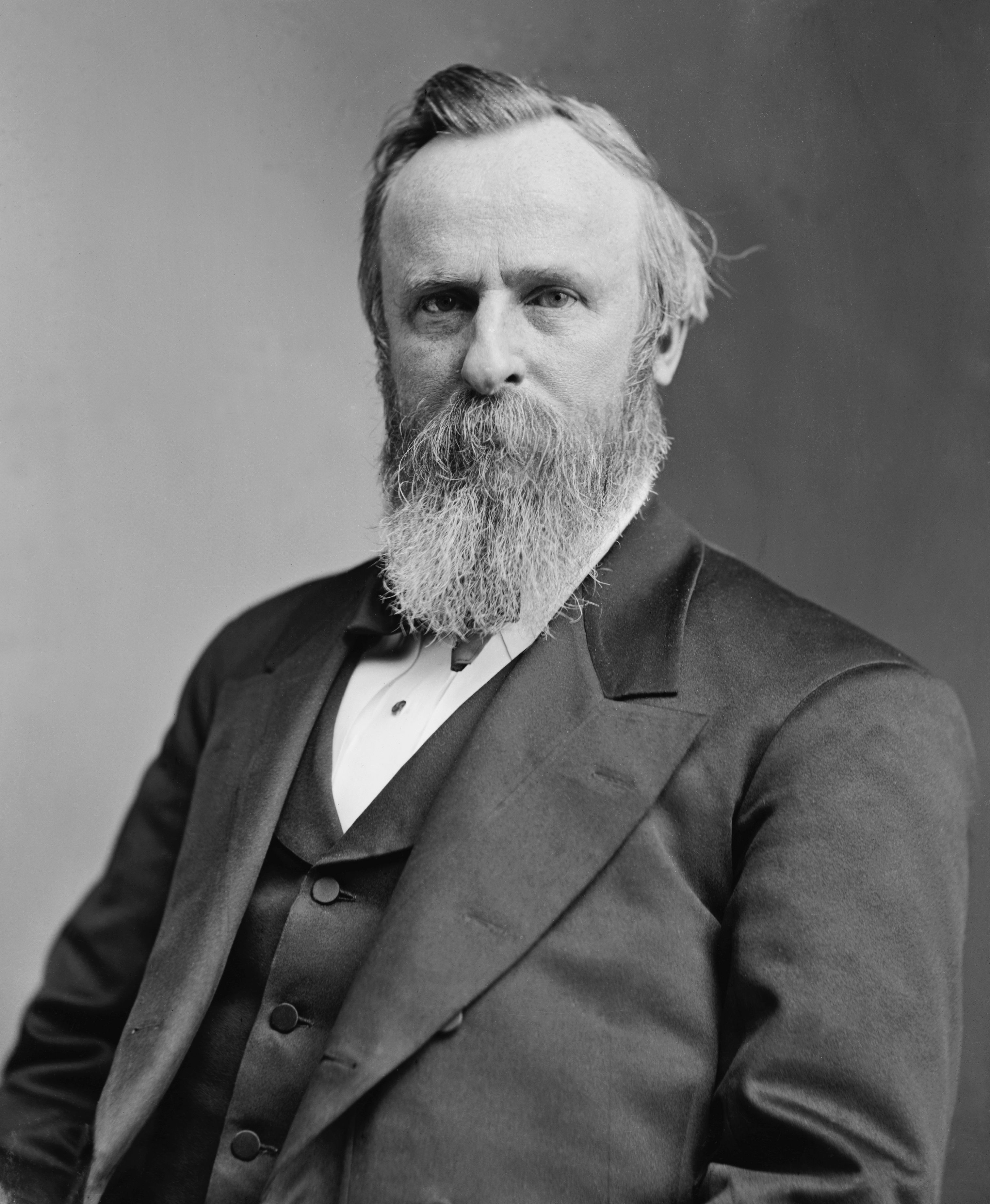
Rutherford B. Hayes, USA:s president 1877-1881.

Ett försök av de republikanske partiledarna att dra nytta av den popularitet bland folket som Grant ännu hade kvar från krigsåren, genom att få honom nominerad som presidentkandidat för en tredje period, misslyckades. Vid 1876 års presidentval vägde rösterna så jämnt, att det endast var genom en mycket godtycklig procedur vid räkning och prövning av rösterna, som man lyckades få den republikanske kandidaten Rutherford B. Hayes (president 1877-1881), förklarad som segrare. Den nye presidentens moderata läggning och demokraternas snabbt växande makt i kongressen samverkade till 
en försonligare politik mot sydstaternas vita befolkning. 1877 års kompromiss ledde till att den militära ockupationen av södern upphörde detta år. 1877 fick sydstaternas vita nästan omedelbart tillbaka den politiska ledningen i dessa stater, reformerade deras förvaltning och lät delstatsförfattningarna (som tidigare förändrats med hjälp av de svartas röster) genomgå grundliga förändringar. Detta räknas som slutet på rekonstruktionen.

## Politisk utveckling 1877-1900
Guldutbetalningen återupptogs 1879, och man slapp ifrån de med tvångskurs försedda pappersmynt (Greenbacks), som behövde ges ut under kriget och långt senare. Genom detta avslutades de federala finansernas rekonstruktion efter kriget under ledning av den skicklige finansministern John Sherman. Hayes efterträddes av republikanen James A. Garfield (president 4 mars-19 september 1881), som sköts av en sinnessjuk Grant-anhängare. Garfield efterträddes på presidentposten av vicepresident Chester A. Arthur (president 19 september 1881-4 mars 1885). Både Garfield och Arthur ägnade sig med växlande framgång åt att försöka begränsa den skandalösa ämbetsmannakorruptionen och partiledarnas ("bossarnas") öppna anspråk på dominerande inflytande vid ämbetstillsättningar. En lagstiftning från 1883, Pendleton Civil Service Reform Act, kom till för att sätta stopp för spoilssystemet.
De stora budgetöverskott, som fanns från 1879, gjorde tullfrågan aktuell. Åsiktsskillnader fanns mellan krav i främst de västra staterna (och delvis i södern) på att minska tullsatserna, och krav på de östra staternas stora industriägare att bibehålla höga tullsatser som hade införts under krigsåren. Dessa var ursprungligen tänkta som rena finanstullar, men hade så småningom övergått till att bli skyddstullar.

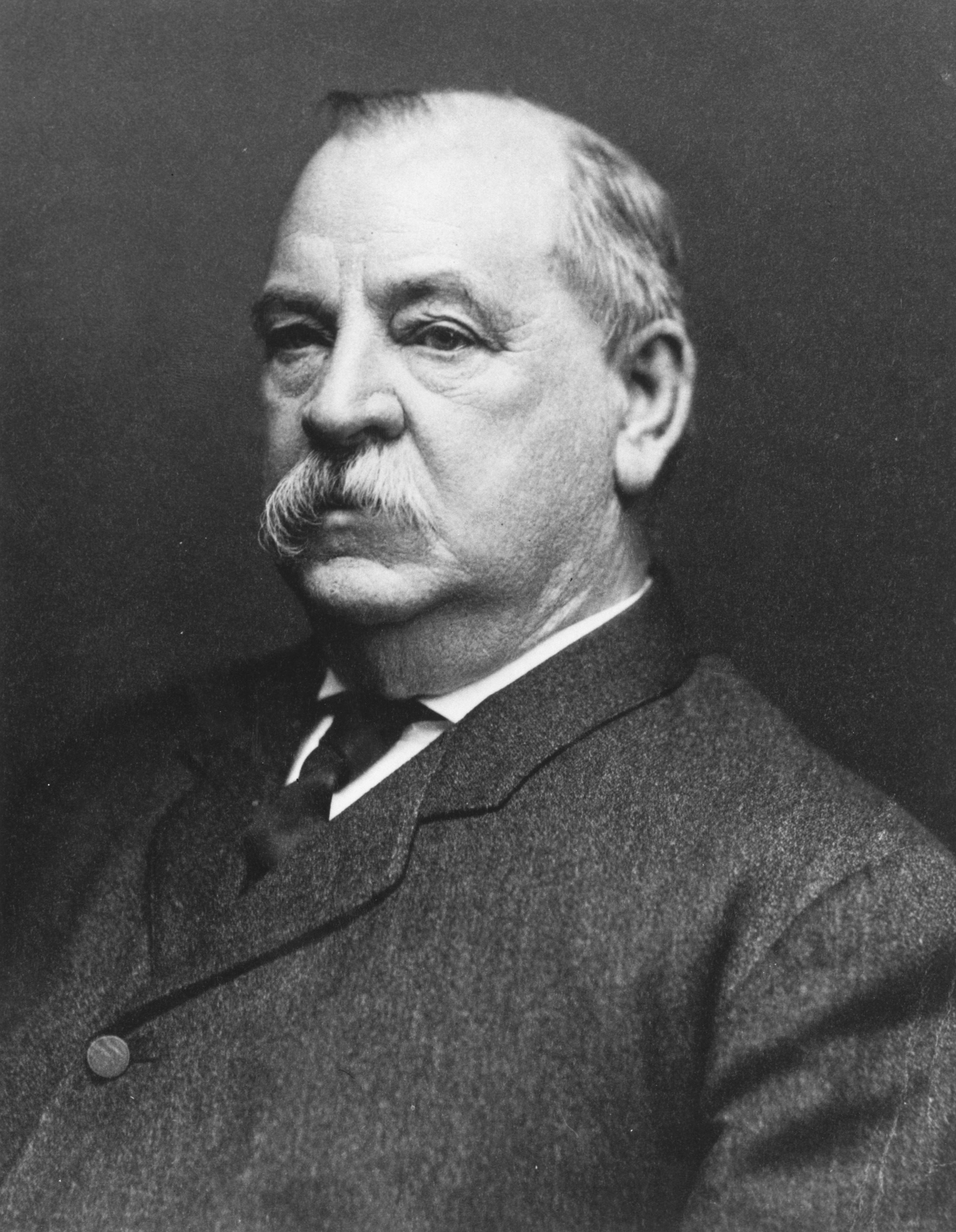
Grover Cleveland, USA:s president 1885-1889 samt 1893-1897. När han tillträdde som president 1885 var den förste demokraten på posten sedan 1861.

Valet 1884 resulterade i en hårdvunnen seger för den demokratiske presidentkandidaten Grover Cleveland (president 1885-1889 samt åter 1893-1897) över den republikanske partiledaren James G. Blaine. Clevelands seger innebar ett slut på 24 års oavbrutet republikanskt innehav av presidentposten och kan ses som det slutliga misslyckandet för de extrema nordstatsrepublikanernas försök att hålla sydstaterna nere efter kriget. Det innebar att södern återinträdde som en likvärdig med övriga landsdelar.

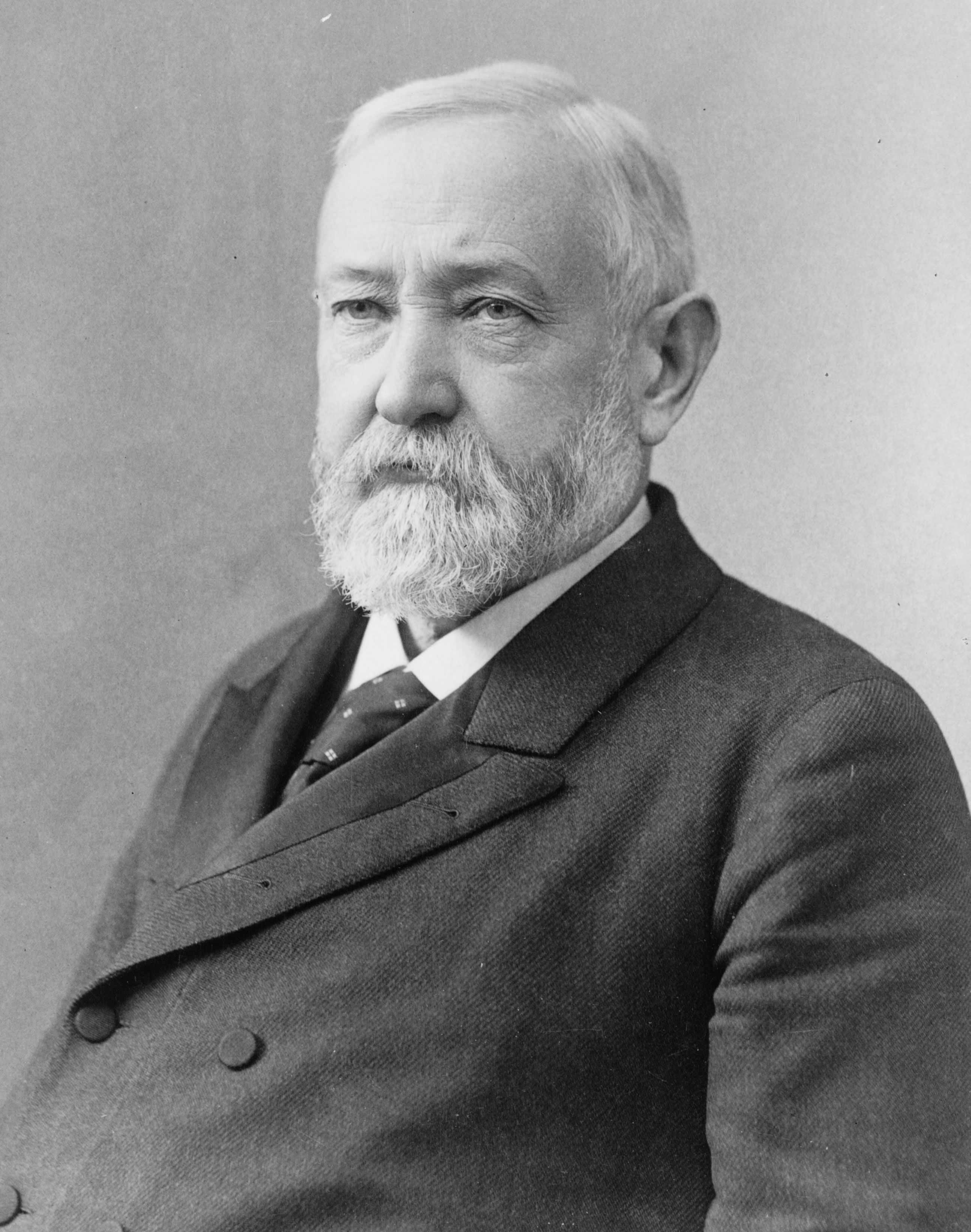
Benjamin Harrison, USA:s president 1889-1893.

Cleveland fortsatte sina närmaste företrädares kamp mot den värsta ämbetsmannakorruptionen och försökte energiskt skydda indianerna mot kringboende vita nybyggares ingrepp på deras reservat. En lag som förbjöd månggiftet i Utah antogs 1887, och mormonerna avskaffade det officiellt själva 1890. Utan framgång försökte Cleveland förmå kongressen till en reform av myntväsendet, baserad på att överge den obligatoriska präglingen av silverdollar enligt en lag från 1878. Cleveland angav 1887 att hans främsta politiska prioritet var reduktion av tullarna, som gav unionen långt större inkomster än den behövde. Detta krav orsakade hans förlust vid 1888 års presidentval, som vanns av den protektionistiske republikanen Benjamin Harrison (1889-1893). Den främste mannen i Harrisons kabinett var utrikesministern James G. Blaine, som bland annat verkade för en närmare sammanslutning av Amerikas alla stater och som på sommaren 1889 i Washington höll en så kallad panamerikansk kongress, som dock inte fick några viktigare följder.
1889 upptogs fyra nya stater i unionen, Washington, Montana, Norddakota och South Dakota. 1890 upptogs även Idaho och Wyoming.
År 1890 skärptes tullarna kraftigt genom de så kallade McKinley-tullarna, uppkallade efter den republikanske kongressledamoten (senare presidenten) William McKinley. Med England uppstod vid samma tid en tvist om rätten till sälfångst i Berings hav som bilagdes först 1893.
En angelägenhet av stor betydelse för unionen var silverprisets snabba fall, eftersom USA var ett av jordens mest silverproducerande länder. Förgäfves hade den amerikanska staten genom stora silverinköp försökt hålla priset uppe för att gynna de stora gruvägarna i västra USA. En myntkonferens som på USA:s initiativ samlades i Bryssel 1892 fick inte heller den önskade påverkan på silverpriset. Detta förhållande tillsammans med de högt uppdrivna tullsatserna orsakade missnöje med republikanerna, så att de vid valen till representanthuset i november 1890 led ett förkrossande nederlag. Detta följdes i november 1892 av ett nytt stort nederlag för dem vid presidentvalet, som än en gång förde Grover Cleveland till presidentposten (president andra gången 1893-1897).
Cleveland fick en kort tid efter sitt tillträde bekämpa en ekonomisk kris av bekymmersam omfattning. Den federala budgeten visade ett underskott (10 miljoner dollar) första gången sedan inbördeskriget. Statens fortgående stora silverinköp, enligt 1890 års Shermanlag, hade också kraftigt minskat guldreserven. Cleveland tvingades därför inkalla en urtima kongress till 7 augusti 1893, för att behandla myntfrågan. Denna var desto mer känslig eftersom en besvärlig ekonomisk kris utbröt ungefär samtidigt, med omfattande konkurser av banker och järnvägsbolag. Kongressen beslöt, på Clevelands initiativ, att upphäva Shermanlagens 1 november 1893 och övergick därefter till att behandla tullfrågan. Ett förslag från demokraterna till reform av tulltarifferna, uppkallad efter kongressledamoten William Lyne Wilson, antogs av representanthuset. Denna innebar bland annat tullfrihet för järnmalm, ull, kol, socker och timmer samtidigt som de förlorade tullinkomsterna skulle ersättas genom bland annat inkomstskatt. I senaten förändrades förslaget väsentligt i protektionistisk riktning genom att bland annat tullarna på järnmalm, kol och socker bibehölls. Kompromissförslaget, den så kallade Wilson-Gormanlagen (även uppkallad efter senator Arthur Pue Gorman), antogs i augusti 1894 som lag utan presidentens medverkan lag, eftersom Cleveland var besviken över att tullarna minskades på ett annat sätt än han tänkt sig. Inkomstskatten hade bibehållits vid kompromissen, men förklarades 1895 författningsstridig av USA:s högsta domstol.

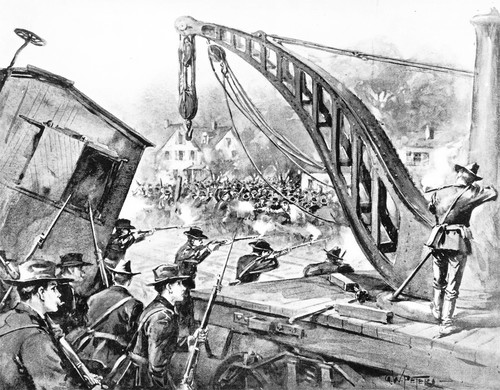
Trupper ur Nationalgardet skjuter på strejkdeltagare i samband med Pullmanstrejken 1894. Teckning från Harper's Weekly.

Den ekonomiska krisen hade även lett till stor arbetslöshet, en mängd strejker och svåra arbetarupplopp, särskilt i samband med den så kallade Pullmanstrejken i Chicago i maj till juli 1894. Först 1895 började det ekonomiska läget åter förbättras.
Baserat på en långtgående tolkning av Monroedoktrinen intervenerade Cleveland i en gränstvist mellan England och Venezuela. Detta ledde 1895 
till en hotande engelsk-amerikansk konflikt. Ett skiljedomstraktat som ingåtts med England 11 januari 1897, Olney-Pauncefotefördraget, 
fick ej tillräcklig majoritet i senaten för att godkännas och förföll därför 5 maj 1897.
Utah upptogs som delstat i unionen 1896.

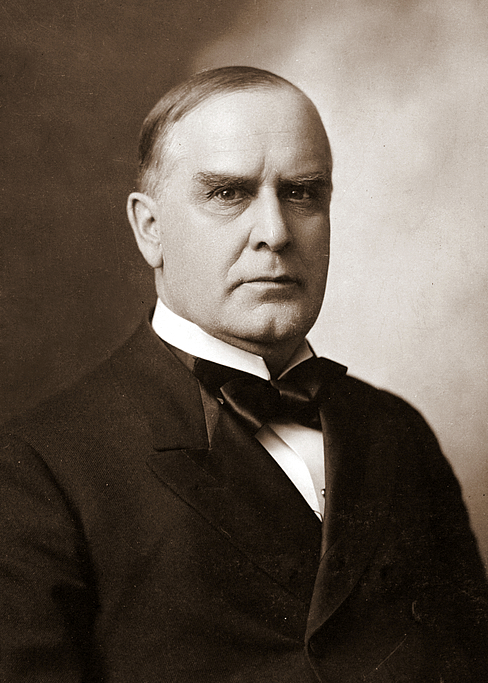
William McKinley, USA:s president 1897-1901.

Vid 1896 års presidentval var silverfrågan och tullfrågan de avgörande. Demokraterna krävde lägre tullar samt i allmänhet även dubbelmyntfot, även kallat "fritt silver" och hade William Jennings Bryan som presidentkandidat. Republikanerna försvarade de höga tullarna och guldmyntfoten, och hade tullförespråkaren William McKinley som sin kandidat. Clevelands närmaste anhängare, "gulddemokraterna", motsatte sig den fria silverutmyntningen och förde fram en egen kandidat John M. Palmer under partinamnet National Democratic Party. Bryan fick å andra sidan stöd även av det socialradikala Populistpartiet. Till president valdes McKinley (president 4 mars 1897-14 september 1901).

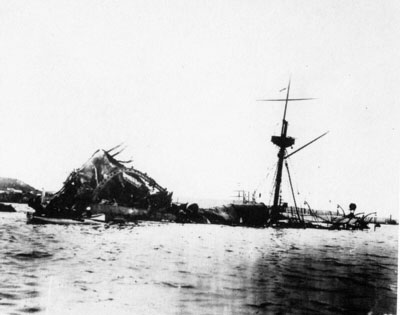
Vraken av USS Maine i Havannas hamn.

I USA rådde det en fientlig stämning mot Spanien med anledning av det sedan 1894 pågående upproret på Kuba, och som hade sin grund i amerikanernas gamla önskan att se denna ö inte längre låg under Spanien. Stämningarna ökade i kraft efter att ett amerikanskt örlogsfartyg, USS Maine, 15 februari 1898 sprängts i luften i Havannas hamn, vilket antogs bero på en spansk mina. USA avböjde spanska förslag om internationell undersökning och skiljedom i Maineaffären och Spanien ville inte gå in på de förslag till ordnande av Kubas ställning som USA föreslog. Detta ledde till att spänningen mellan de båda staterna nådde sin höjdpunkt, och båda sidor började förbereda sig för krig. Påven och stormakterna erbjöd sig att medla, men nådde ingen framgång. Kongressen antog 18 april 1898 en resolution som McKinley skrev under 20 april, där Kubas folk förklarades fritt och oberoende, Spanien uppmanades att genast upphöra med sitt styre där, och presidenten bemyndigades att med armén och flottan genomdriva detta krav. Resolutionen, som meddelades den spanske ministern i Washington 21 april i form av ett ultimatum, betraktades av Spanien som en krigsförklaring. De diplomatiska förbindelserna avbröts, och en faktisk amerikansk krigsförklaring utfärdades 26 april, vilket innebar att Spansk-amerikanska kriget bröt ut. Efter att amerikanerna besegrat två spanska flottstyrkor, en utanför Manila på Filippinerna och huvudstyrkan utanför Santiago på Kuba, samt 15 juli tvingat staden Santiago till kapitulation, inledde spanska regeringen förhandlingar, som 12 augusti 1898 ledde till en preliminärfred i Washington. Spanien avsade sig suveräniteten över Kuba och avstod Puerto Rico till USA tillsammans med de övriga spanska Antillerna samt Las Islas de Los Ladrones. Frågan om Filippinerna sköts upp till den slutliga freden, som slöts i Paris 10 december 1898, då även denna ögrupp avträddes af 
Spanien, som därvid erhöll en summa av 20 miljoner dollar från USA. I ultimatumresolutionen av 18-20 april hade USA förnekat varje avsikt att utöva suveränitet, jurisdiktion eller kontroll över Kuba annat än för öns pacifikation, och i maj 1902 överlämnades regeringsmyndigheten över ön till den nya 
kubanska republikens förste president. Dock fortsatte USA att utöva ett faktiskt skyddsvälde över ön. De övriga från Spanien erövrade områdena organiserades som kolonier, Filippinerna dock först efter det att ett besvärligt uppror av den inhemska befolkningen tryckts ner med vapenmakt. Under 
krigets lopp ockuperade amerikanerna i augusti 1898 Hawaiiöarna, sedan ett fördrag om deras införlivande med USA avslutits med republiken Hawaii redan i juni 1897. Öarna organiserades 1900 som territorium inom unionen. Kriget med Spanien och den genomförda annekteringen av Hawaii, trots kraftiga  japanska protester, markerade USA:s länge förberedda framträdande som världsmakt med imperieambitioner.
Den protektionism som med McKinley vunnit i inrikespolitiken triumferade särskilt i den 1897 antagna "Dingleytariffen" (uppkallad efter kongressledamoten Nelson Dingley), som med höjda tullsatser bland annat gynnade olje- och sockertrusterna samt åter tullbelade de 1894 frigivna råvarorna ull och timmer.
I USA:s ekonomiska liv kännetecknas 1800-talets båda sista årtionden av oerhörd kapitalkoncentrering, jordbrukets och industrins mycket snabba utveckling, 
starkt växande europeisk invandring och tidtals mycket våldsamma arbetskonflikter.

## Politisk utveckling 1901-1914

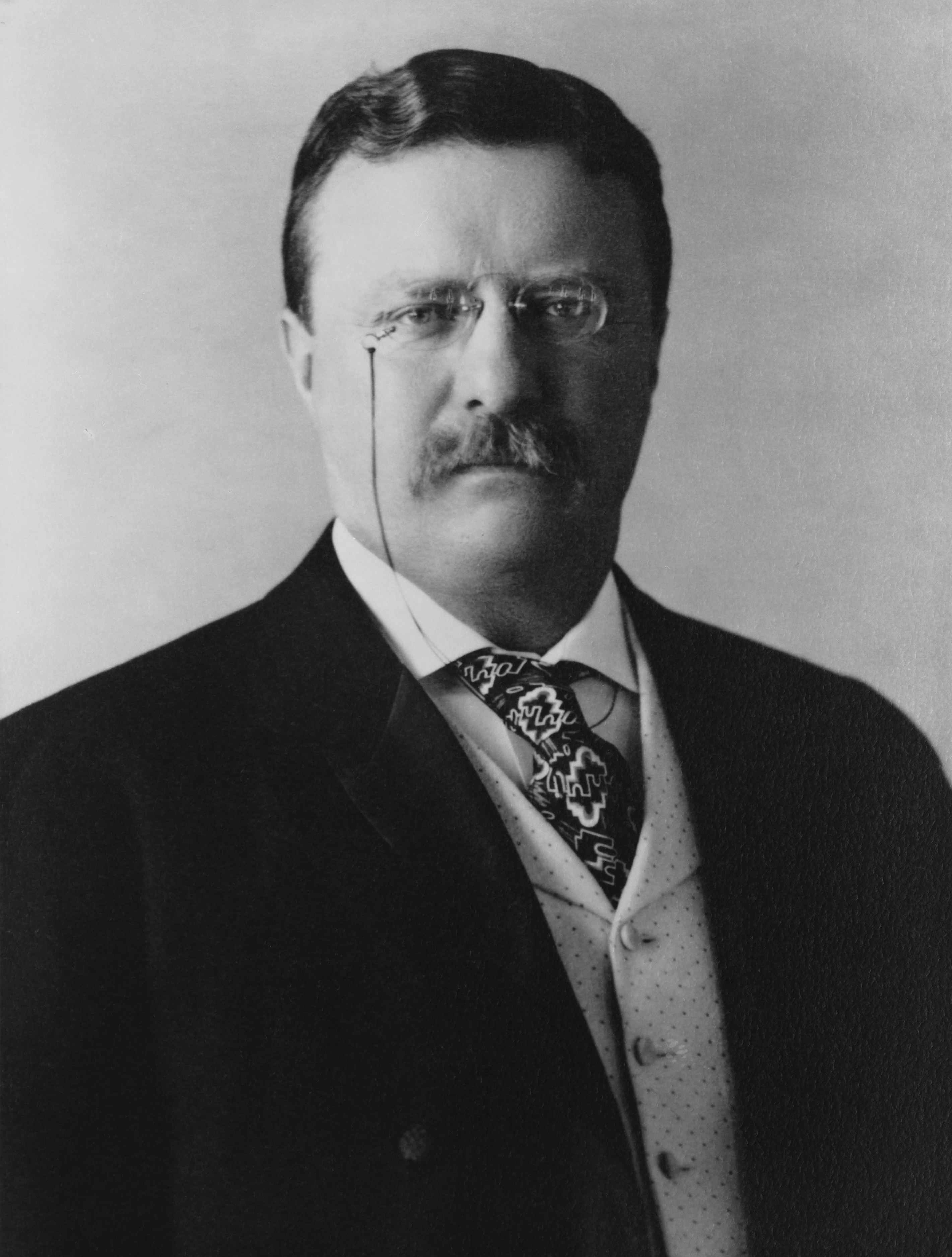
Theodore Roosevelt, USA:s president 1901-1909.

De ekonomiska förhållandena fick från 1900-talets början allt större inflytande på unionens och partiernas politik, där konflikter om "trusterna" (företag med monopol eller dominerande marknadsposition) och den nya utrikespolitiken gestaltning dominerade. Vid presidentvalet 1900 vann McKinley enkelt över Bryan. I september 1901 mördades McKinley av anarkisten Leon Czolgosz, varefter vicepresident Theodore "Teddy" Roosevelt blev president (14 sept 1901-4 mars 1909). Roosevelt blev omedelbart, inte minst genom sin stora personlighet, ledande förkämpen för den dåtida amerikanska politikens båda främsta idéer, kampen mot trusternas godtyckliga missbruk av sin ekonomiska ställning och att befästa USA:s nya position som världsmakt.

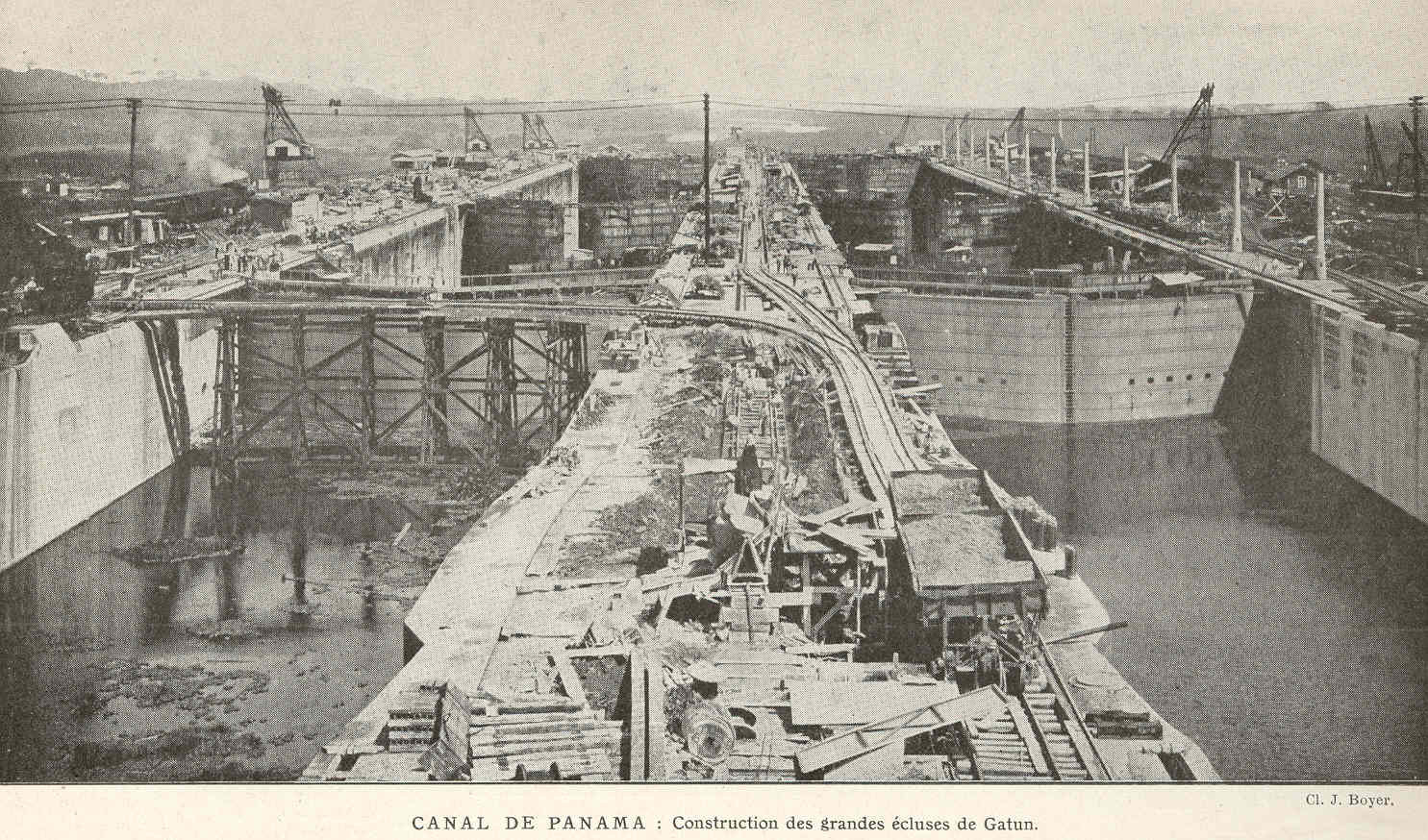
Byggande av Panamakanalen 1913, i detta fall slussportarna i Gatun.

Med stor energi gav sig an projektet att bygga en kanal genom Panamanäset genom USA:s försorg, i syfte att underlätta sjötrafik mellan Atlanten och Stilla havet. Diplomatiskt förbereddes genomförandet av planen via det med England 1901 ingångna Hay-Pauncefotefördraget. Kongressen gav i juni 1902 sitt samtyckte, genom Spoonerlagen, till inköp av det franska Panamakanalbolagets egendom och rättigheter. En överenskommelse träffades med republiken Colombia (genom Hay-Herranfördraget i januari 1903) om köp av en landremsa som var nödvändig för kanalbygget. Då svårigheter dök upp gällande ratificeringen i Colombia gällande detta fördrag, stöddes en revolutionär rörelse i Panama, som proklamerade sig som självständig stat, omedelbart erkändes av USA och därefter slöt den nödvändiga uppgörelsen, allt i november 1903, som därefter godkändes av senaten 23 februari 1904. De mer omfattande arbetena med kanalen inleddes 1907 och Panamakanalen invigdes 15 augusti 1914.
I samband med en konflikt 1901-1903 mellan Venezuela och flera europeiska länder hade Roosevelt tillkännagivit en ny tolkning av Monroedoktrinen, där han i och för sig framhöll att USA inte garanterade någon amerikansk stat skydd mot repressalieåtgärder från icke-amerikanska makter. Dock ställde han det villkoret att sådana åtgärder inte fick ta formen av något slags ockupation av territorium på västra halvklotet. Roosevelt gick längre vid en liknande fara för europeisk intervention i Dominikanska republiken 1904. Han ställde då i utsikt, att USA skulle tvingas utöva ett slags internationell polismakt i de fall, då andra amerikanska stater till följd av illvilja eller inre svaghet och anarki ej själva uppfyllde sina förpliktelser utåt. Han ingick i överensstämmelse med dessa principer 1905 ett avtal (i form av ett protokoll) med Dominikanska republiken om att USA skulle överta skötseln av landets finanser, särskilt av tullväsendet och regleringen av statsskulden. Protokollet ledde till protest från senaten, som ansåg att deras beslutsrätt hade åsidosatts, och först 1907 blev detta ekonomiska protektorat över Dominikanska republiken i modifierad form fastslaget genom en av senaten godkänd traktat.
USA försökte även köpa de dansk-västindiska öarna, men ett fördrag 1902 om inköp av dem strandade då på motstånd från danska landstinget. Köpet kunde dock genomföras 1916 och ögruppen blev Amerikanska Jungfruöarna.
Ett uppror på Kuba mot den nya republikens regering i september 1906 ledde till att ön åter ockuperades av amerikanska trupper och att USA provisoriskt övertog styrelsen där. Först i januari 1909 återkallades ockupationstrupperna och den amerikanske provisoriske guvernören överlämnade styret av ön åt en nyvald kubansk president.
Även i Stillahavsområdet och Östasien bedrev USA en aktiv politik för att tillgodose sina intressen. Den segslitna tvistefrågan om Alaskas sydgräns mot British Columbia (Kanada) löstes 1903 genom skiljedom på ett sätt som var fördelaktigt för USA. Roosevelt hade personligen tagit 
initiativet till de förhandlingar, som ledde till freden i Portsmouth 5 september 1905 mellan Ryssland och Japan efter rysk-japanska kriget. Med japanska regeringen utväxlades 30 november 1908 noter om upprätthållande av status quo i Stilla havet, Kinas integritet och "den öppna dörrens politik" inom det kinesiska riket. Därigenom fick Japan ytterligare en garanti för sitt styre i Korea och erkände i gengäld amerikanernas styre på Filippinerna och Hawaiiöarna.
Den nya amerikanska diplomatin förstärktes under Roosevelts presidentskap ytterligare genom reorganisering av milisen 1901-1903 och skapandet av en modern amerikansk flotta.

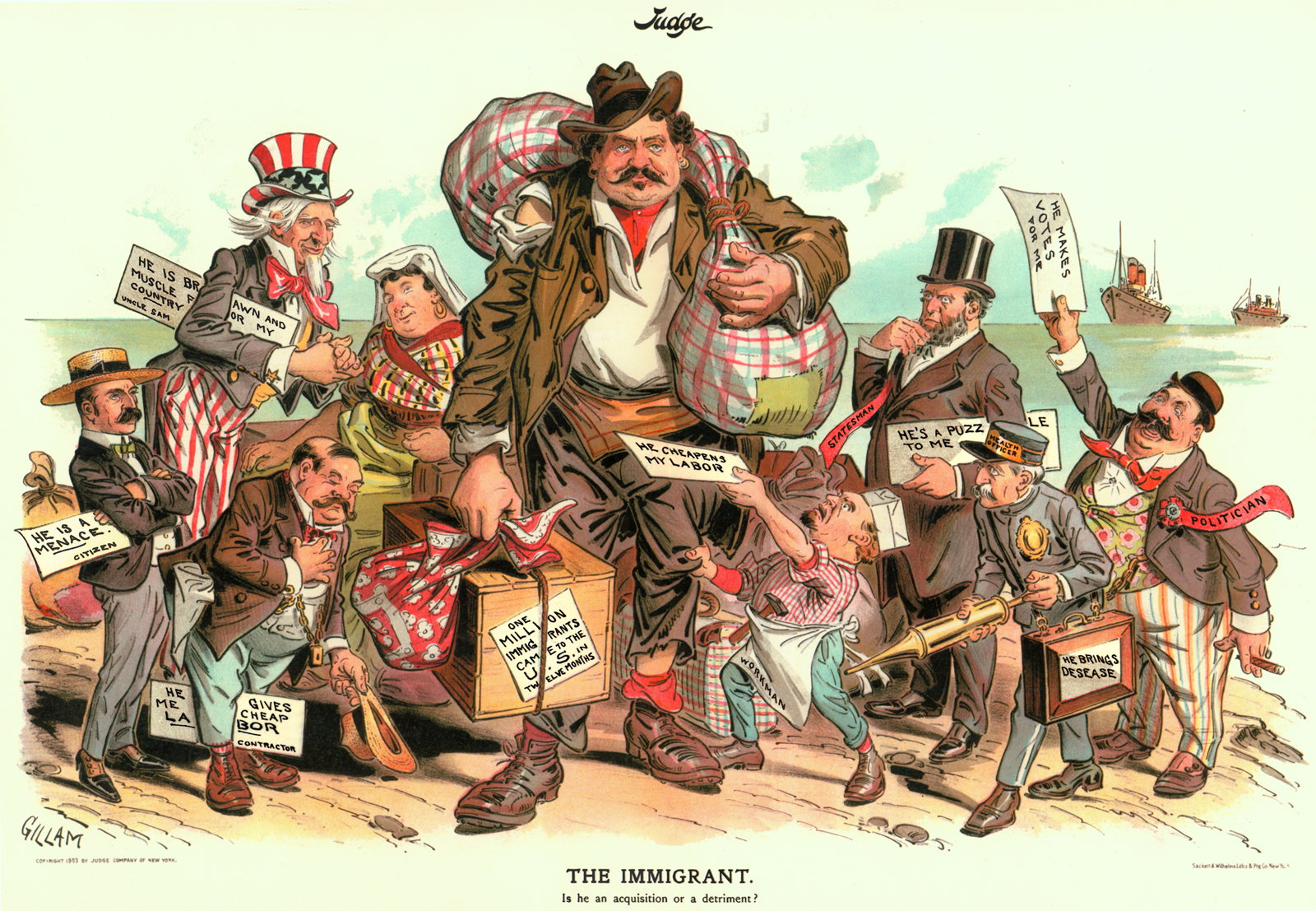
"Invandraren - är han en tillgång eller en belastning?". Teckning från Judge 1903 som speglar dåtidens amerikanska debatt.

Invandringsfrågan hade länge sysselsatt ledande amerikanska politiker. Förbudet mot invandring av kinesiska kulier som införts 1892, förlängdes 1902 på 10 år. 1903 antogs en allmän invandringslag, avsedd att förhindra eller åtminstone försvåra invandringen från Europa av oönskade individer i form av bland andra personer med fysiska eller mentala brister, anarkister och personer utan tillfredsställande arbetsmöjligheter. Lagen skärptes ytterligare 1907 och 1910 och avsåg indirekt bland annat att hämma invandringen av arbetare från länder, där befolkningens levnadsstandard var 
så låg att nykomlingarna kunde befaras pressa ned lönerna för infödda amerikanska arbetare.
I USA:s inrikespolitik började på Roosevelts initiativ även skyddet av naturresurser till framtida generationers bästa få en stark ställning. Striden mot trustväsendet och dess effekter fördes med växlande framgång. Kommissionen för handeln mellan delstaterna (interstate commerce) fick ökad befogenhet att ingripa mot allmänskadliga frakttaxeavtal mellan järnvägsbolag genom Elkinslagen 1903 och senare lagstiftning. Flera lagtrotsande truster dömdes till höga böter efter åtal från federala myndigheter.
1907 togs delstaten Oklahoma upp i unionen. De bildades av territoriet Oklahoma och Indianterritoriet.

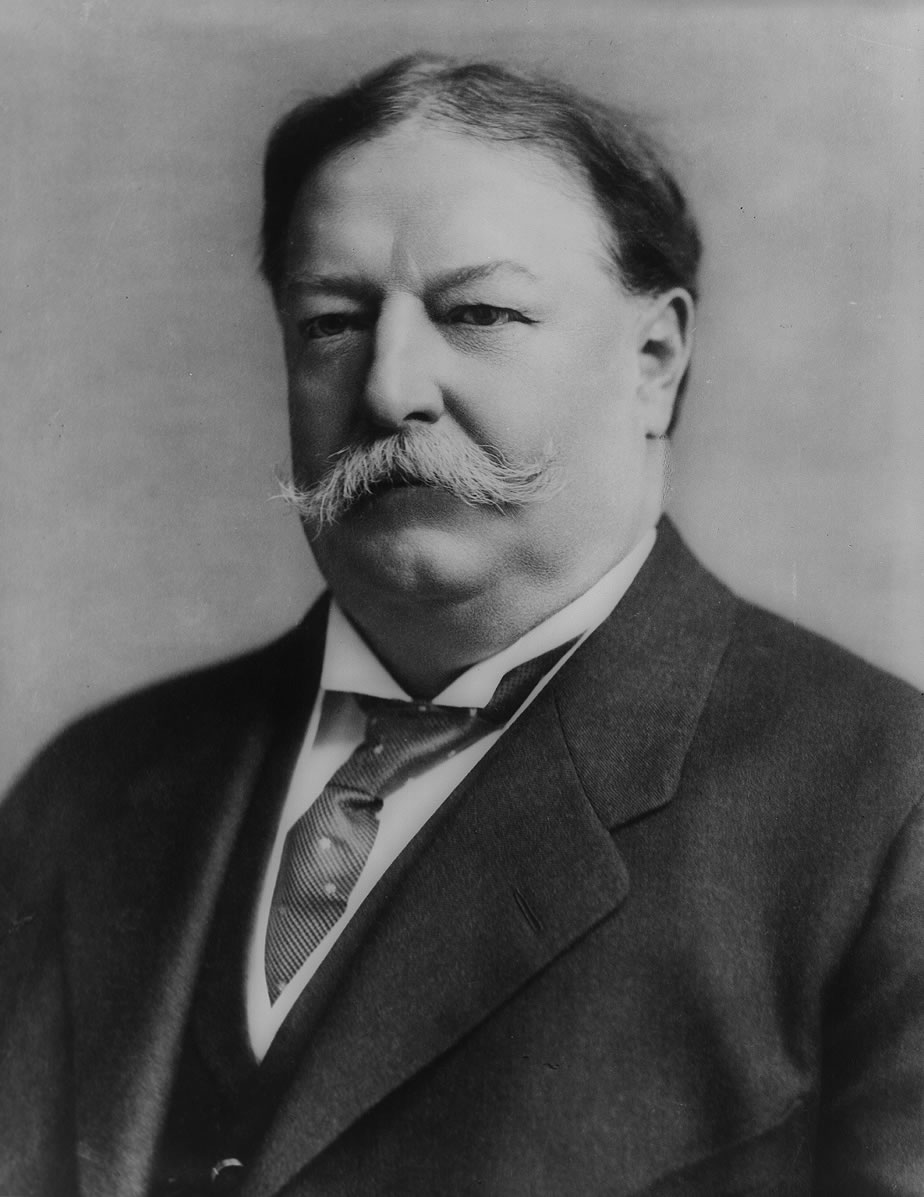
William Howard Taft, USA:s president 1909-1913.

Roosevelt avböjde att bli omvald vid 1908 års presidentval. Som president valdes då republikanen William Howard Taft (president 1909-1913), som av Roosevelt utpekats som den lämpligaste att fortsätta hand politik. Tafts första uppgift blev att leda en länge uppskjuten 
tullrevision, men det slutliga kompromissresultatet, Payne-Aldrichtariffen av 5 augusti 1909, orsakade inom breda kretsar missnöje genom att vara alltför protektionistisk och förmånlig för trusterna. Missnöjet med den nya tariffen bidrog till att förvärra en redan tidigare märkbar splittring inom det republikanska partiet, där en radikal grupp, "insurgenterna", beskyllde den officiella partiledningen och i viss mån äfven Taft, för att alltför mycket tillgodose de stora kapitalistintressena på de breda folklagrens bekostnad.
Liknande kritik drabbade även den fortsatta kampanjen mot trusterna under Taft, som ansågs alltför försiktig trots de domar om upplösning av flera av de sstörsta trusterna (oljetrusten Standard Oil och tobakstrusten American Tobacco Company), som 1911 utverkades i USA:s högsta domstol. Med Kanada lyckades Taft 1911 preliminärt ingå ett förmånligt reciprocitetsfördrag, som såg ut att innebära att Kanada handelspolitisk anslöts till USA, men Konservativa partiets seger över liberalerna vid valet i september 1911 orsakade att  traktaten föll. Det gick inte bättre för Tafts båda "undantagslösa" skiljedomsfördrag med England och Frankrike från 1911, som i senaten i mars 1912 genom strykningar och tillägg förändrades så mycket att någon ratifikation inte kom i fråga. Däremot fortsatte Taft med energi och framgång Roosevelts strävanden att stärka flottan och lyckades även i flera avseenden befästa USA:s inflytande i Centralamerika. Arbetena på Panamakanalen fortsatte i snabb takt, men några bestämmelser om de blivande kanalavgifterna (till förmån för fartyg från USA) i den Panamakanallag som kongressen antog sommaren 1912 framkallade en konflikt med England, som protesterade mot denna kränkning av Hay-Pauncefotefördragets likställighetsbestämmelser. Konflikten löstes senare av president Wilson 1914, innan kanalen öppnades för trafik.
Delstaterna Arizona och New Mexico togs upp i unionen 1912.

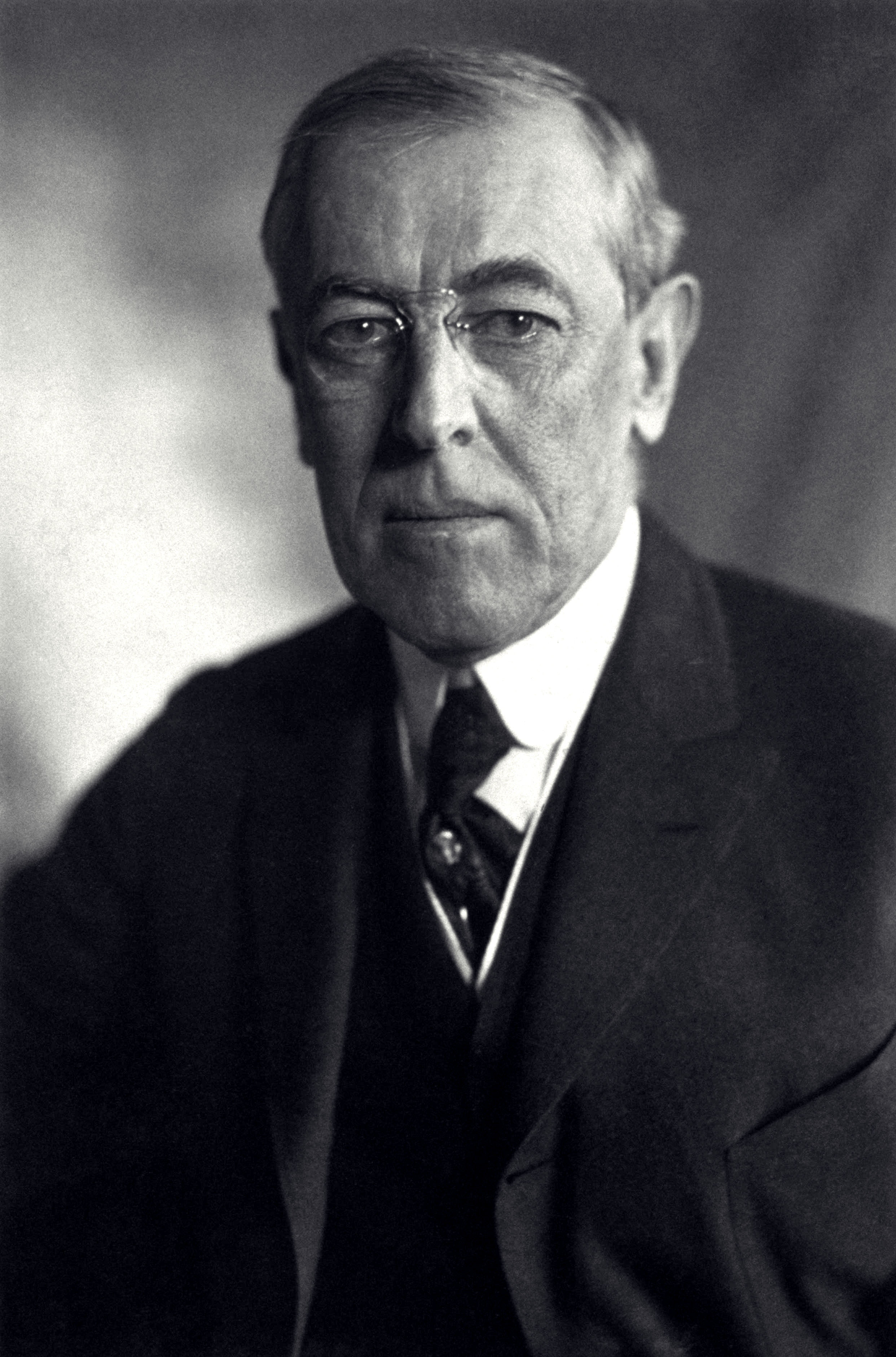
Woodrow Wilson, USA:s president 1913-1921.

I kongressvalen 1910 fick demokraterna majoritet i representanthuset, vilket var en fingervisning inför presidentvalet 1912. Under valkampanjen 1912 uppkom en oförsonlig konflikt mellan den officiella republikanska partiledningen, som förordade omval av Taft, och "insurgenterna", som ville återvälja Roosevelt. Denna republikanska splittring ökades ytterligare demokraternas vinstchanser och vid presidentvalet 1912 vann den demokratiske kandidaten Woodrow Wilson (president 1913-1921). Demokraterna hade även sådana framgångar i kongressvalen 1912 att republikanerna förlorade sin långvariga majoritet i senaten. Som utrikesminister valde Wilson den tre gånger besegrade presidentkandidaten William Jennings Bryan (utrikesminister 1913-1915), som angav främjande av världsfreden som sin ledande princip, en inställning som senare blev problematisk för honom under första världskriget, med ökande antityska stämningar i USA. Wilson lyckades genomföra en mycket långtgående revision av tulltarifferna, med upphävande eller nedsättning av tullarna på en mängd varor. I december 1913 genomfördes en genomgripande reform av USA:s bankväsen genom att skapa Federal Reserve System med ett antal regionala centralbanker. Våren 1914 lyckades Wilson förmå kongressen att skärpa antitrustlagstiftningen.
Inom utrikespolitiken hamnade USA i konflikt med Japan gällande delstaten Kaliforniens lagstiftning 1913 om förbud för bland annat japaner att köpa mark. (Lagstiftningen upphävdes först 1952, då Kaliforniens högsta domstol kom fram till att den stred mot det 14:e konstitutionstillägget.) Wilson hamnade i konflikt med Mexico efter att ha vägrat att erkänna den provisoriske mexikanske presidenten Victoriano Huerta, som kom till makten efter en av turerna i mexikanska revolutionen där Francisco Madero störtades och mördades. Trots starkt motstånd i kongressen genomdrev Wilson juni 1914 en lagändring om upphävvande av den privilegierade ställning, som tillerkänts amerikanska fartyg i fråga om avgifterna för genomfart af Panamakanalen, och som orsakat särskilt engelska protester. I augusti 1914 passerade den första ångaren från hav till hav genom Panamakanalen. Ett fördrag med Colombia 1914 tillerkände landet ett skadestånd om 25 miljoner dollar för att Panamas frigjordes 1904, men senatens godkännande av fördraget uppnåddes först 1921. Genom ett fördrag med Nicaragua 1914, som även omfattade ett lån på tre miljoner dollar, ställdes detta land under ett slags finansiellt protektorat, som även innebar stark påverkan från USA på dess politik.